# Gerhard Postel

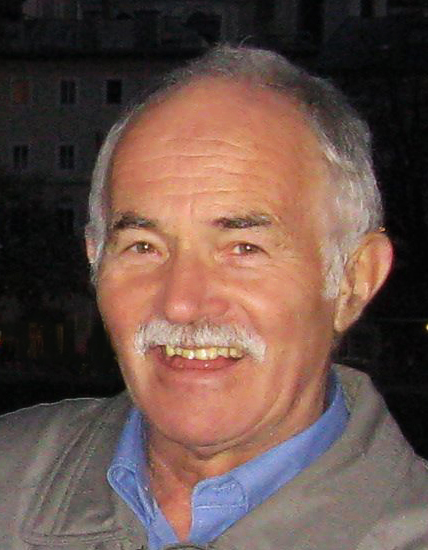
Gerhard Postel (2008)

Gerhard Postel (* 28. Februar 1941 in Freimersheim; † 6. April 2012 in Speyer) war ein deutscher evangelischer Geistlicher, der sich jahrzehntelang im Umwelt- und Naturschutz engagierte, speziell als Ornithologe, und der auch als Historiker tätig war.

## Werdegang
Nach dem Abitur am Altsprachlichen Gymnasium in Neustadt an der Weinstraße, dem heutigen Kurfürst-Ruprecht-Gymnasium, studierte Postel Evangelische Theologie an den Universitäten in Heidelberg, Wien, Marburg und Bonn. Zudem absolvierte er ein Teilstudium der Zoologie.
Zwischen 1968 und 1971 war Postel Pfarrer an der Pauluskirche in der Protestantischen Kirchengemeinde Ludwigshafen-Friesenheim und versah danach die Pfarrstelle der Gemeinde Albisheim an der Pfrimm; von 1976 bis 1991 betreute er die Kirchengemeinde in Nußdorf bei Landau in der Pfalz. In dieser Zeit wirkte er mit beim Ankauf und der Renovierung des sogenannten Bauernkriegshauses, das als Wahrzeichen Nußdorfs gilt, sowie bei der Gründung des Bauvereins und des historischen Arbeitskreises.
Postel wohnte ab 1991 in der Südpfalz-Gemeinde Freisbach im ältesten vollständig erhaltenen Haus der ehemaligen Kurpfalz, errichtet 1557 von Kurfürst Ottheinrich als Förster- und Jägerhaus; es war im Pfälzischen Erbfolgekrieg nicht zerstört worden, weil es sich damals im Besitz des Grafen von Schaumburg befand, eines Generalfeldmarschalls von Ludwig XIV.
Seine Tochter ist die Sängerin Annette Postel.
Postel verstarb am Karfreitag des Jahres 2012 in Speyer.

## Ehrenamtliche Tätigkeit
Über die Arbeit als Seelsorger hinaus trat Postel für die Belange des Umwelt- und Naturschutzes ein. Ab 1978 war er Umweltbeauftragter der Evangelischen Kirche der Pfalz, zunächst ehrenamtlich, von 1991 bis 2003 hauptberuflich. Nach seiner Pensionierung war er beratend in einer Umweltagentur tätig. Er war Kuratoriumsmitglied der Deutschen Umweltstiftung und Mitbegründer der bundesweiten Gruppe Natur und Ethik.
Im Deutschen Bund für Vogelschutz (heute: Naturschutzbund Deutschland) war Postel zwölf Jahre Vorsitzender des Bezirksverbands Pfalz. Darüber hinaus war er Gründer bzw. Mitbegründer verschiedener regionaler Umweltorganisationen: Bewahren und Gestalten (Landschaft und Architektur), Rettet die Rheinauen, ANW (Waldwirtschaft), GNOR (Naturschutz und Ornithologie) und Ökologischer Jagdverband Rheinland-Pfalz. Er war 1998 Gründungsmitglied und bis zu seinem Lebensende führender Repräsentant der Aktion Pfalzstorch, die sich dem Schutz des Weißstorchs in der näheren und weiteren Umgebung verschrieben hat. Zudem beteiligte er sich an Aktionen zur Wiederansiedlung von Graugänsen und Luchsen in Rheinland-Pfalz. Seine Mitgliedschaften in verschiedenen Beiräten der Landesregierung von Rheinland-Pfalz legte er aus Enttäuschung über die Politik der damaligen Umweltministerin Klaudia Martini nieder, weil diese den Abschuss von Rabenkrähen legitimiert hatte.

## Publikationen
- mit Hans-Wolfgang Helb, Oliver Röller: Natur ist Vielfalt: Bestandserhaltende Maßnahmen und Wiederkehr von Arten in Rheinland-Pfalz. Tagungsbericht. In: Pfälzer Heimat. Nr. 54 (1), 2003, S. 1–10.
- mit Hans-Wolfgang Helb, Reinhard Flößer, Oliver Röller, Heike Finke: Natur ist Vielfalt: Lebensräume in der Hand des Menschen – Unsere Wertevorstellungen auf dem Prüfstand. Tagungsbericht. In: Pfälzer Heimat. Nr. 55 (4), 2004, S. 121–130 (pfalzstorch.de [PDF; 796 kB]).

## Auszeichnungen
- 1987: Verdienstorden des Landes Rheinland-Pfalz
- 2000: Tierschutzpreis des Landes Rheinland-Pfalz
- 2009: Verdienstkreuz 1. Klasse der Bundesrepublik Deutschland